# Соколов, Аркадий Васильевич (учёный)
Арка́дий Васи́льевич Соколо́в (10 февраля 1934 — 16 ноября 2023) — советский и российский учёный, специалист в области библиотековедения, библиографоведения, информатики, теории социальных коммуникаций. Библиофил.
Кандидат технических наук (1967), доктор педагогических наук (1979), профессор (1980). Член ISKO (Международного общества по организации знаний). В 1989—1993 гг. — президент Петербургского библиотечного общества.
Внёс значительный вклад в разработку информационно-поисковых языков дескрипторного типа, семиотических проблем релевантности. Обосновал концепцию социальной информатики. Глава Санкт-Петербургской школы семантической информатики.

## Биография
Окончил Ленинградский военно-механический институт (1958), Северо-Западный заочный политехнический институт (1961), аспирантуру ЛГИКа (1965).
В 1958—1961 гг. — инженер-конструктор Кировского завода.
В 1961—1967 гг. — заведующий лабораторией отдела научно-технической информации ВНИИ радиоэлектроники, одновременно преподавал во ЛГИКе.
В 1967 г. защитил кандидатскую диссертацию на тему «Экспериментальные исследования потерь информации и информационного шума в информационно-поисковых системах» в ВИНИТИ АН СССР.
В 1978 г. защитил докторскую диссертацию на тему «Автоматизация библиографического поиска в СССР. История, современное состояние, перспективы развития» в Государственной библиотеке СССР им. В. И. Ленина.
В 1967—1984 гг. возглавлял первую в системе отечественного библиотечного образования кафедру информатики ЛГИК им. Н. К. Крупской в 1987—1991 гг. — кафедру отраслевой библиографии. Обосновал концепцию социальной информатики.
В 1992—1995 гг. — старший научный сотрудник Библиотеки РАН.
В 1995—2009 гг. — профессор кафедры социально-культурной деятельности СПбГУП.
С 2009 г. — профессор СПбГУКИ.
С 1970 г. читал в различных вузах разработанные им курсы «Социальная информатика»,  «Теория и история социально-культурной деятельности», «Социальные коммуникации», «Библиографический поиск», «Информационные системы», «Поколения русской интеллигенции», «Философия информации» и др.
Научный руководитель 42 аспирантов и соискателей учёной степени.
Скончался 16 ноября 2023 года на 90-м году жизни.

## Награды и почётные звания
Заслуженный работник культуры Российской Федерации (1994). Заслуженный деятель науки Российской Федерации (2001). Действительный член РАЕН (1992) и МАИ (1995). Почётный профессор СПбГУП (1997) и МГУКИ (2004).
Почётный член Русской школьной библиотечной ассоциации, постоянный участник Всероссийской форумов школьных библиотекарей «Михайловское», член редколлегии журнала «Школьная библиотека», член редакционного совета журнала «Научные и технические библиотеки», разработчик профессионального стандарта «Педагог-библиотекарь».

## Труды
Автор 33 монографий и учебных пособий, более 650 научных статей по проблемам библиотековедения, библиографоведения, книговедения, информатики, теории социальных коммуникаций, педагогики, философии, социологии, культурологии.
В том числе:
- Соколов А. В. Методические материалы по разработке информационно-поисковых тезаурусов: учебно-методическое пособие. — Л.: ЛГИК, 1975. — 68 с.
- Соколов А. В. Инструктивно-методические материалы по составлению фасетно-блочного информационно-поискового тезауруса по морскому транспорту. — М.: ЦБНТИ ММФ, 1976. — 116 с.
- Соколов А. В. Основные проблемы информатики и библиотечно-библиографическая работа: учеб. пособие для библиотечных факультетов. — Л.: ЛГИК, 1976. — 319 с.
- Соколов А. В. Автоматизированные информационно-поисковые системы: ИПЯ и логика поиска систем «Электротехника» и «Реферат»: учеб. пособие. — М.: ИПКИР, 1979. — 57 с.
- Соколов А. В. Автоматизация библиографического поиска. — М.: Книга, 1981. — 167 с.
- Соколов А. В. Информационно-поисковые системы: учеб. пособие для вузов. — М.: Радио и связь, — 1981. — 152 с.
- Технические средства библиотечной работы: учеб. пособие для вузов. — М.: Книга, 1982. — 272 с. (Соавторы Л. З. Амлинский, Л. К. Голубев, Ю. В. Исаев и др.)
- Соколов А. В. Информационно-поисковые системы. Автоматизация библиографического поиска: учеб. пособие. — Л.: ЛГИК, 1983. — 88 с.
- Соколов А. В. Информационный подход к документальной коммуникации: учеб. пособие. — Л.: ЛГИК, 1988. — 85 с.
- Соколов А. В. Ретроспектива-60: сб. статей. — СПб. Независимая гуманитарная академия, 1994. — 466 с.
- Соколов А. В. Эволюция социальных коммуникаций: учеб. пособие. — СПб.: Обл. пед. ин-т, 1995. — 163 с.
- Соколов А. В. Введение в теорию социальной коммуникации. — СПб.: СПбГУП, 1996. — 319 с.
- Соколов А. В. Коммуникационные потребности: учеб. пособие. — Краснодар: КГАК, 1996. — 261 с.
- Соколов А. В. Философия и библиотековедение: приглашение к размышлению // Науч. и техн. б-ки. — М., 1996. — N 6. — С. 3-15.
- Соколов А. В. Знакомьтесь: метатеория социальной коммуникации // Науч. и техн. б-ки. — М., 2001. — № 6. — С. 4-15.
- Соколов А. В. Литературоцентризм и информатизация // Библиотеки и ассоциации в меняющемся мире: новые технологии и новые формы сотрудничества. Труды междунар. конф. «Крым 2000». Т. 1. — Судак, 2000. — С. 30-34. Репринт: Науч. и техн. б-ки. — 2001. — № 1. — С. 56-65.
- Соколов А. В. Метатеория социальной коммуникации. — СПб.: Рос. нац. б-ка, 2001. — 351 с.
- Соколов А. В. Общая теория социальной коммуникации: учебное пособие. — СПб.: Изд-во В. А. Михайлова, 2002. — 461 с.
- Соколов А. В. Социальные коммуникации. Часть 1: учебно-методическое пособие. — М.: Профиздат, 2001. — 224 с.
- Соколов А. В. Социальные коммуникации. Часть 2: учебно-методическое пособие. — М.: Профиздат, 2003. — 162 с.
- Соколов А. В. Феномен социально-культурной деятельности. — СПб.: СПбГУП, 2003. — 203 с.
- Соколов А. В. Ретроспектива-70: биобиблиографический отчет. — СПб.: БАН, 2004. — 380 с.
- Соколов А. В. Интеллектуально-нравственная дифференциация современного студенчества // Социологические исследования. — 2005. — № 9. — С. 91-97.
- Соколов А. В. Диалоги с постсоветской гуманитарной интеллигенцией. — СПб.: БАН, 2006. — 584 с.
- Соколов А. В. Библиотечная интеллигенция в России. Часть 1. XI—XIX века. — М.: Либерея, 2007. — 192 с.
- Соколов А. В. Интеллигенты и интеллектуалы в российской истории. — СПб.: СПбГУП, 2007. — 344 с.
- Соколов А. В. Мифология и онтология русской интеллигенции. — Челябинск: ЧГАКИ, 2007. — 51 с.
- Леонов В. П., Соколов А. В. Без устали, без фальши, без корысти. (К 70-летию Ю. Н. Столярова) // Науч. и техн. б-ки. — М., 2008. — № 9.
- Соколов А. В. Библиотечная интеллигенция в России. Часть 2. XX век — начало XXI века. — М.: Либерея, 2008. — 303 с.
- Соколов А. В. Постсоветские библиотекари. Социально-психологические очерки. — СПб.: СПбГУКИ, 2008. — 295 с.
- Соколов А. В. Поколения русской интеллигенции. — СПб.: СПбГУП, 2009. — 672 с.
- Соколов А. В. Ретроспектива-75. Биобиблиографический отчет. — СПб.: БАН, 2009. — 460 с.
- Соколов А. В. Библиографоведение: terra incognita. Диалог о библиографической науке. — М.: Литера. — 2010. — 206 с. (Соавтор В. А. Фокеев).
- Соколов А. В. Документный ресурс ноосферы // Науч. и техн. б-ки. — М., 2010. — № 1. — С. 119—129.
- Соколов А. В. Науки об информации и библиотекарь. — М.: Литера, 2010. — 144 с.
- Соколов А. В. Философия информации: профессионально-мировоззренческое учеб. пособие. — СПб.: СПбГУКИ, 2010. — 368 с.
- Соколов А. В. Зарницы завтрашнего дня (Журнал-юбиляр в моей жизни) // Науч. и техн. б-ки. — М., 2011. — № 12. — С. 98-102.
- Соколов А. В. Информатические опусы. Опус 6. Виртуализация информационного мира: бренд или новая реальность? // Науч. и техн. библ. — М., 2011. — N 5. — С. 7-22.
- Соколов А. В. Информатические опусы. Опус 7. Идея информационного общества // Науч. и техн. библ. — М., 2011. — № 8.
- Соколов А. В. Информатические опусы. Опус 9. Библиотеки и информация: советский опыт практической дезинтеграции и научной интеграции // Науч. и техн. библ. — М., 2011. — N 12.
- Соколов А. В. Ступени и панорамы познания информации // Теория и практика обществ.-науч. информации: Сб. науч. тр. / РАН. ИНИОН. БЕН; Ред. кол.: Пивоваров Ю. С., гл. ред., и др. — М., 2011. — Вып. 20. — С. 97-119.
- Соколов А. В. Философия информации: учеб. пособие. — Челябинск: ЧГАКИ, 2011. — 484 с.
- Соколов А. В. Библиотеки и гуманизм: Миссия библиотеки в глобальной техногенной цивилизации. — СПб.: Профессия; М.: Гранд-Фаир, 2012. — 400 с.
- Соколов А. В. Библиотечный авангард информационного общества // Науч. и техн. б-ки. — М., 2012. — № 2. — С. 51-60.
- Соколов А. В. Информатические опусы. Опус 10. Информатика на библиотечных факультетах // Науч. и техн. б-ки. — М., 2012. — № 3.
- Соколов А. В. Информационное общество в виртуальной и социальной реальности. — СПб.: Алетейя, 2012. — 351 с.
- Соколов А. В. О бедном магистре замолвите слово // Науч. и техн. б-ки. — М., 2012. — № 10.
- Соколов А. В. Приключения Информации на библиотечном факультете // Вестник СПбГУКИ. — СПб., 2012. — № 3 (12), сент. — С. 63-68.
- Соколов А. В. Заслуженный работник библиотечной культуры (юбилейно-аналитический обзор трудов Я. Л. Шрайберга) // Науч. и техн. б-ки. — М., 2012. — № 8.
- Соколов А. В. Российские библиотеки в информационном обществе: профессионально-мировоззренческое пособие. — М.: Литера, 2012. — 400 с.
- Соколов А. В. Аналитико-синтетическая переработка информации: учебник для бакалавров. - СПб.: Профессия, 2013. - 319 с.
- Соколов А. В. Педагог-библиотекарь и библиотечная педагогика: статьи и доклады. - М.: РШБА, 2014. - 36 с.
- Соколов А. В. Социальные коммуникации: учебник для бакалавров. - СПб.: Профессия, 2014. - 288 с.
- Соколов А. В. Библиотечно-информационная школа: сб. науч. тр. - СПб.: Изд-во СПбГУКИ, 2014. - 512 с.
- Соколов А. В. Философия информации и социология информационного общества: сб. науч. тр. - СПб.: Изд-во СПбГУКИ, 2014. - 446 с.
- Соколов А. В. Книжность — гуманистический оплот нации: сб. науч. тр. - СПб.: СПбГУКИ, 2014. - 478 с.
- Соколов А. В., Берестова Т.Ф. Парадигмы библиографоведения: книга, документ, ресурс: монография. - Челябинск: ЧГАКИ, 2014. - 490 с.
- Соколов А. В. Библиосфера и инфосфера в культурном пространстве России: профессионально-мировоззренческое пособие. - М.: РШБА, 2016. - 384 с.